# Solar Impulse

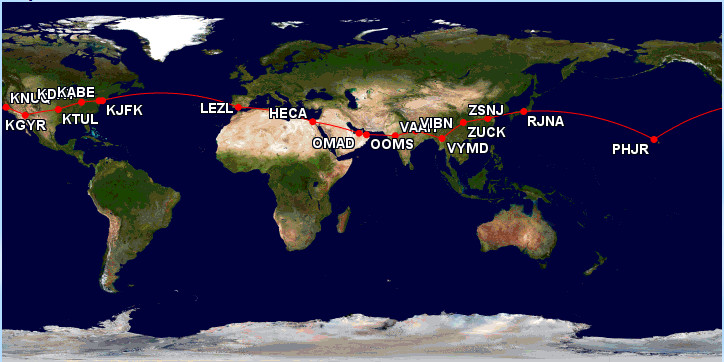
Hành trình của Solar Impulse 2

Solar Impulse là dự án thử nghiệm máy bay chạy bằng năng lượng Mặt Trời trên quãng đường dài của Thụy Sĩ, và cũng là tên của hai chiếc máy bay của dự án này. Nguồn tài chính cho dự án đóng góp bởi hai cá nhân: kỹ sư và doanh nhân người Thụy Sĩ André Borschberg và nhà tâm thần học và phi công Bertrand Piccard, người cũng từng lái Breitling Orbiter 3, khinh khí cầu đầu tiên bay vòng quanh Trái Đất mà không dừng nghỉ. Mục tiêu của dự án Solar Impulse là thực hiện chuyến bay vòng quanh Trái Đất đầu tiên bằng một máy bay cánh cố định chỉ sử dụng năng lượng Mặt Trời cũng như thu hút dư luận chú ý tới các công nghệ sử dụng năng lượng sạch. Viết về những mục tiêu này, Mike Scott bình luận trên báo Forbes là: "Nếu chúng ta có thể bay vòng quanh Thế giới chỉ sử dụng năng lượng của Mặt Trời và các công nghệ tối ưu hóa cách sử dụng năng lượng hiệu quả, tiềm năng của các công nghệ năng lượng sạch cho những ứng dụng khác là rất lớn."
Máy bay này là loại cánh 1 tầng (monoplane) có một chỗ ngồi và được cung cấp điện từ các tấm pin Mặt Trời; nó có thể tự cất cánh từ nguồn điện này. Nguyên mẫu đầu tiên, thường gọi là Solar Impulse 1, được thiết kế để có thể bay liên tục trong 36 tiếng. Nó đã thực hiện chuyến bay thử nghiệm đầu tiên vào tháng 12 năm 2009. Tháng 7 năm 2010, nó đã thực hiện bay một chu kỳ ngày đêm (diurnal cycle), bao gồm 9 tiếng bay ban đêm trong tổng cộng 26 giờ bay. Piccard và Borschberg đã hoàn thành các chuyến bay chạy bằng năng lượng Mặt Trời từ Thụy Sĩ tới Tây Ban Nha rồi tới Maroc trong năm 2012, và đã thực hiện chuyến bay nhiều chặng trên lãnh thổ Hoa Kỳ vào năm 2013.
Nguyên mẫu thứ hai, chế tạo xong vào năm 2014 và mang tên Solar Impulse 2, nó được gắn nhiều tấm pin Mặt Trời hơn cũng như mang theo động cơ mạnh hơn và những cải tiến kỹ thuật khác. Ngày 9 tháng 3 năm 2015, Piccard và Borschberg bắt đầu thực hiện chuyến bay vòng quanh Trái Đất bằng Solar Impulse 2, xuất phát từ Abu Dhabi ở Các Tiểu vương quốc Ả Rập Thống nhất. Ban đầu dự định của chiếc máy bay sẽ trở lại Abu Dhabi vào tháng 8 năm 2015 sau chuyến hành trình vòng quanh Thế giới với nhiều chặng bay. Đến tháng 6 năm 2015, máy bay đã bay qua châu Á, và trong tháng 7 năm 2015, nó đã hoàn thành chặng bay dài nhất trong hành trình, từ Nhật Bản đến Hawaii. Tuy nhiên, trong hành trình này, bộ tản nhiệt cho hai pin dự trữ đã bị hỏng và mất nhiều tháng để sửa chữa. Solar Impulse 2 khôi phục lại hành trình bay vòng quanh Trái Đất vào tháng 4 năm 2016, khi nó bay tới California. Nó tiếp tục bay qua Hoa Kỳ và tới thành phố New York vào tháng 6 năm 2016. Cuối tháng này, nó đã bay qua Đại Tây Dương để đến Tây Ban Nha. Nó bay tiếp tới Ai Cập và cuối cùng trở lại Abu Dhabi vào ngày 26 tháng 7 năm 2016, hoàn thành chặng đường xấp xỉ 42.000 kilomet vòng quanh Trái Đất trong thời gian trên 16 tháng.